# Pardosa aurantipes
Pardosa aurantipes là một loài nhện trong họ Lycosidae.
Loài này thuộc chi Pardosa. Pardosa aurantipes được Embrik Strand miêu tả năm 1906.